# Les Aventures d'Arsène Lupin
Pour plus de détails, voir Fiche technique et Distribution.
Les Aventures d'Arsène Lupin est un film policier français coécrit et réalisé par Jacques Becker, sorti en 1957. Il s’agit de l’adaptation de l’œuvre Arsène Lupin, gentleman-cambrioleur de Maurice Leblanc (1907).
Le film raconte trois affaires dans lesquelles Arsène Lupin est impliqué.

## Résumé
La première séquence est celle du vol de deux tableaux lors d'une soirée donnée chez le président du Conseil. Lupin s'y présente sous l'identité d'un diplomate italien et, à la faveur d'une panne de gaz provoquée par ses complices et de l'obscurité qui s'ensuit, dérobe un tableau de Léonard de Vinci et un autre de Botticelli. Il laisse sa carte sous un troisième tableau attribué à Michel-Ange, signalant au passage qu'il s'agit d'un faux. Au cours de cette soirée, il fait également la connaissance et séduit la ravissante aristocrate allemande Mina von Kraft. 
Dans la deuxième séquence, Lupin, dissimulé sous les traits d'un riche viticulteur qui s'apprête à marier sa fille unique, vole un grand bijoutier parisien. Après une visite à la bijouterie, ne parvenant pas à choisir les bijoux qu'il souhaite offrir à sa fille, il invite les bijoutiers à se rendre à son hôtel pour qu'il se décide en compagnie de sa fille. Lorsque les bijoutiers arrivent, il les installe dans une des deux pièces de sa suite et examine les bijoux, qu'il place dans son secrétaire. Avec la complicité involontaire de la manucure de l'hôtel, il s'éclipse à cet instant dans la pièce d'à côté, non sans avoir refermé le secrétaire, et récupère les bijoux dans le secrétaire à travers une ouverture qu'il avait préalablement pratiquée dans le mur.
À la suite de cette affaire, la jeune fille perd son poste de manucure dans l'hôtel et est inquiétée par la police, avant d'être relâchée. Lupin intervient cependant pour la dédommager de 50 louis d'or et lui trouve une place chez un coiffeur réputé du Palais-Royal. Il s'y rend le lendemain sous son identité publique, celle d'André Laroche, homme influent et célèbre à Paris, propriétaire de chevaux et ami de personnalités influentes. Il y est reconnu par la jeune femme qui le dénonce à la police. L'affaire tourne cependant court quand le policier qui l'arrête se rend compte du personnage influent à qui il a affaire.
Pendant ce temps, Mina von Kraft, proche conseillère de l'empereur d'Allemagne Guillaume II, reconnaît Lupin sur une photo de lui publiée dans un journal allemand à la suite de la victoire d'un de ses chevaux de course. Le Kaiser informé de l'affaire et désireux de rencontrer Lupin, le fait enlever à Paris et le reçoit dans une de ses résidences d'été. 
Cet épisode permet à Lupin de faire étalage de sa science des chevaux et de profiter des charmes de la délicieuse Mina. Il apparaît cependant que l'objectif véritable du Kaiser en « invitant » Lupin était de tester la sécurité d'une cachette secrète dans laquelle il comptait dissimuler des documents extrêmement confidentiels et qu'il met Lupin au défi de découvrir. 
Le héros y parvient, mais choisit de ne pas révéler cette découverte au Kaiser. Il profite par contre de la situation pour dérober un million de marks dans son coffre-fort, avant de s'enfuir à cheval. Lorsque le Kaiser découvre le larcin, il se console en pensant que sa cachette secrète est restée inviolée.
Le film se clôt sur une scène se déroulant chez Maxim's où l'on retrouve plusieurs personnages qui se trouvaient à la soirée du président du conseil, notamment Mina et un maharadjah exhibant sur son turban son plus beau diamant… que Lupin, déguisé en serveur, va évidemment subtiliser, avant d'adresser un clin d'œil à Mina.

## Fiche technique
Sauf indication contraire ou complémentaire, les informations mentionnées dans cette section peuvent être confirmées par la base de données Cinémathèque
- Titre original : Les Aventures d'Arsène Lupin
- Réalisation : Jacques Becker, assisté de Serge Witta et Jean-François Hauduroy
- Scénario et dialogues : Jacques Becker et Albert Simonin, d'après l’œuvre de Maurice Leblanc
- Décors : Rino Mondellini
- Costumes : Anne-Marie Marchand et Jacques Cottin ; Ted Lapidus (costumes de R. Lamoureux) ; Marcelle Desvignes et Paulette Coquatrix (robes)
- Photographie : Edmond Séchan
- Son : Lucien Lacharmoise
- Montage : Geneviève Vaury
- Script girl : Sophie Becker
- Coordinateur des combats et des cascades : Claude Carliez et son équipe
- Musique : Jean-Jacques Grunenwald
  - Direction musicale : Jacques Météhen
  - Chansons : Maurice Boukay et Paul Delmet
- Chorégraphie : Nelly Boucharon
- Production : François Chavane, Alain Poiré et Jules Borkon ; Jean Le Duc et Mario Gabrielli (coproducteurs)
- Sociétés de production : Gaumont ; Cinéphonic et Lambor-Films (associées, Paris) ; Films Costellazione (étrangère, Rome)
- Société de distribution : Gaumont
- Pays d'origine :  France
- Langues originales : français, anglais, allemand et italien
- Format : couleur (Technicolor) - 35mm - 1,37:1 - son mono
- Genre : policier
- Durée : 104 minutes
- Date de sortie :
  - France : 22 mars 1957
- Affiche : Clément Hurel (France)

## Distribution
- Robert Lamoureux : Arsène Lupin / André Laroche / Raoul Gillet / Aldo Parolini
- Otto E. Hasse : Guillaume II
- Liselotte Pulver : la baronne Mina von Kraft
- Paul Muller : le baron Rudolf von Kraft
- Daniel Ceccaldi : Jacques Gauthier, le journaliste
- Huguette Hue : Léontine Chanu, la manucure
- Georges Chamarat : l'inspecteur Lucien Dufour
- Renaud Mary : Paul Desfontaines, le préfet de police
- Henri Rollan : Emile Duchamp, le président du Conseil
- Sandra Milo (VF : Claude Chantal) : Mathilde Duchamp, la présidente
- Jacques Becker : le Kronprinz
- Henri Belly : le complice qui récupère les tableaux
- Pierre Stephen : M. Clérissy, le bijoutier
- Hubert de Lapparent : le vendeur de la bijouterie
- Alexandre Mihalesco : le grand-père de Mina
- Charles Bouillaud : Otto, le valet de chambre du Kaiser
- Margaret Rung : l'Américaine à l'hôtel Meurice
- Mireille Ozy : Marinette, la bonne de Laroche
- Hugues Wanner : le gérant du salon de coiffure
- Alain Janey : Frédéric, le coiffeur
- Jacques Mancier : un homme chez le coiffeur
- Pierre Duncan : le Maharadjah
- Joe Davray : un garde du Maharadjah
- Édouard Francomme : un des ravisseurs
- René Hell : un des ravisseurs (le balayeur)
- Paul Préboist (doublé en allemand, ne prononce que quelques mots) : un palefrenier
- Claude Carliez : un officier prussien
- Antoine Baud : un officier prussien
- Robert Mercier : l'homme au broc d'eau
- Jean-Marie Arnoux : un garçon d'étage
- Marcel Bernier : un extra au bal
- Michel Vocoret : un danseur au bal
- René Aranda : un laquais au bal
- Denise Péronne : une invitée au bal
- Jacques Dhery : Paul, le maître d'hôtel de Chez Maxim's

## Production
Tournage
Le tournage a eu lieu du 3 juillet au 1er septembre 1956 :
- dans les studios de Saint-Maurice et en extérieurs à ;
- Paris, galerie de Valois et jardin du Palais-Royal ;
- en région parisienne ;
- dans le Bas-Rhin, château du Haut-Koenigsbourg.

## Accueil
Sortie et festival
Les Aventures d’Arsène Lupin sort le 22 mars 1957 en France, avant d’être sélectionné et présenté en compétition officielle à la Berlinale en juin 1957.
Avec ses trois millions d’entrées, le film s’est hissé à la 19e place du classement annuel. Le succès du film incita la Gaumont à produire une suite deux ans plus tard,  toujours avec Robert Lamoureux dans le rôle principal, Signé Arsène Lupin.